# Chiến dịch tấn công Yelnia–Dorogobuzh
Chiến dịch tấn công Yelnia–Dorogobuzh là hoạt động quân sự mở đầu cho giai đoạn 2 của Chiến dịch Smolensk (1943). Từ ngày 28 tháng 8 đến ngày 16 tháng 9 năm 1943, Phương diện quân Tây (Liên Xô) đã mở nhiều cuộc tấn công vào Tập đoàn quân 4 và cánh trái của Tập đoàn quân 9 (Đức). Trọng điểm tác chiến nằm ở hai cụm cứ điểm Yelnya và Dorogobuzh trên tuyến phòng thủ đầu tiên của quân Đức tại hướng Smolensk - Roslavl.
Đây là lần thứ hai, quân đội Liên Xô tổ chức một chiến dịch quân sự lớn tại khu vực Yelnya sau trận phản công Yelnia năm 1941. Diễn ra chỉ trong 10 ngày, Phương diện quân Tây (Liên Xô) đã đánh bại 25 sư đoàn (trong đó có 5 sư đoàn xe tăng và cơ giới) của Tập đoàn quân 4 và cánh trái của Tập đoàn quân 9 (Đức), giải phóng hơn 1.500 điểm dân cư, trong đó hai đô thị quan trọng là Yelnya và Dorogobuzh, bóc gỡ hàng chục cứ điểm trên tuyến 1 của phòng tuyến phía Đông do Cụm tập đoàn quân Trung tâm (Đức) trấn giữ. Kết thúc chiến dịch, các tập đoàn quân của Phương diện quân Tây đã tiến gần đến tuyến Smolensk - Roslavl thêm 30 đến 35 km và nắm chắc trong tay chiếc "chìa khóa" mở "cánh cửa" Smolensk để tiếp tục đánh đuổi quân đội Đức Quốc xã về phía Tây.

## Tình huống mặt trận
Đến giữa tháng 8 năm 1943, đã có những thay đổi lớn diễn ra trên mặt trận Xô-Đức do sự thất bại của quân đội Đức Quốc xã trong trận Kursk và trên hướng chiến lược phía tây nam. Trên hướng Bryansk và phía trước Phương diện quân Trung tâm (Liên Xô), đến ngày 20 tháng 8, các lực lượng Đức đã rút lui về "phòng tuyến Hagen" từ Lyudinovo qua Bryansk đến Sevsk. Chếch về phía Tây Nam, Phương diện quân Voronezh và Phương diện quân Thảo nguyên đang chiến đấu ác liệt quanh Kharkov. Ở phía Nam, Phương diện quân Tây Nam và Phương diện Nam đã phát động chiến dịch giải phóng Donbass. Trong thời gian đó, Phương diện quân Volkhov và Phương diện quân Tây Bắc đã tổ chức đánh chiếm các vị trí tiền tiêu của Cụm tập đoàn quân Bắc (Đức), phối hợp với Phương diện quân Leningrad nới rộng hành lang Slissenburg, đẩy lùi liên quân Đức - Phần Lan trên eo đất Karelian và phía nam của thành phố, cải thiện việc tiếp tế cho Leningrad.
Các cấp chỉ huy quân đội Đức Quốc xã tung ra tất cả các biện pháp để có thể ngăn chặn cuộc tiến công của Hồng quân Liên Xô. Quân Đức tiếp tục chú trọng rất cao để bảo vệ hướng Smolensk và Roslavl. Một lực lượng đáng kể đã được rút từ khu vực Orel, khu vực Bryansk và từ lực lượng dự bị được đưa đến đây. Vì vậy, hoạt động tấn công qua Bryansk lên phía Tây Nam Roslavl từ hướng của Phương diện quân Trung tâm như kế hoạch được vạch ra trước thời điểm diễn ra Trận Kursk là không còn phù hợp. Trong điều kiện mới đó, Đại bản doanh Bộ Tổng tư lệnh Liên Xô đã quyết định thay đổi hướng tấn công chính của Phương diện quân Tây với trọng điểm tập trung vào tuyến Yelnya, Roslavl, Smolensk. Bây giờ, hướng tấn công chính ở cánh bắc được tập trung vào Smolensk với sự phối hợp của cánh trái Phương diện quân Kalinin. Trọng điểm tấn công trong tuần đầu của Phương diện quân Tây là Yelnya, chiếc chìa khóa để mở ra "cửa khẩu" Smolensk trong điều kiện đối phương đã đặc biệt chú ý phòng thủ tại thành phố này.

## Binh lực và kế hoạch

### Quân đội Liên Xô
Hơn một tuần trôi qua kể từ khi Chiến dịch tấn công Spas-Demensk buộc phải dừng lại, tuyến mặt trận phía Đông Smolensk không có thay đổi lớn. Quân đội Liên Xô tranh thủ 8 ngày tạm dừng chiến dịch để bổ sung binh lực, vũ khí, đạn dược và bố trí lại. Quân đoàn cơ giới 5 sau khi được củng cố đã trở lại đội hình chiến đấu. Quân đoàn xe tăng cận vệ 2 được bổ sung thêm 30 xe tăng T-34 mới và pháo tự hành để thay thế cho 11 xe tăng các loại "Churchill", "Matilda" bị bắn cháy và 13 chiếc "Valentine" bị hỏng chưa có phụ tùng thay thế. Từ ngày 20 đến ngày 27 tháng 8, Lữ đoàn pháo binh 1 được tăng cường cho Tập đoàn quân 21, Lữ đoàn pháo binh được tăng cường cho Tập đoàn quân 10. Mặc dù chính diện tấn công trên các hướng đột kích chủ yếu được mở rộng gấp 1,5 lần so với chiến dịch Spas Demensk nhưng mật độ pháo binh của quân đội Liên Xô vẫn bảo đảm có từ 150 đến 160 khẩu/km chính diện. Các trận địa pháo được công binh công trình gia cố bằng đất đắp, các hỏa điểm súng cối hạng nặng được giấu dưới hầm để đối phó với không quân ném bom của Đức và các hoạt động phản pháo của pháo binh Đức.
Đội hình tấn công của quân đội Liên Xô không khác về biên chế so với đội hình đã thực hiện Chiến dịch tấn công Spas-Demensk nhưng đã được bố trí lại trên cánh Bắc. Tập đoàn quân 31 được trả về Phương diện quân Tây và vẫn chịu trách nhiệm tấn công cụm cứ điểm Yartsevo. Tập đoàn quân 68 được chuyển lên phía Bắc, phối hợp với Tập đoàn quân 5. Quân đoàn xe tăng cận vệ 2 Tatsinskaya, Quân cơ giới 5 và Quân đoàn kỵ binh cận vệ 6 hợp thành cụm cơ động tấn công, phối hợp với Tập đoàn quân cận vệ 10 tấn công Yelnia. Các tập đoàn quân 33 và 49 có nhiệm vụ tiến ra tuyến sông Desna. Riêng Tập đoàn quân 10 tập trung vào hướng Roslavl do Tập đoàn quân 50 đã chuyển cho Phương diện quân Bryansk và tuyến phấn giới giữa hai phương diện quân Tây và Bryansk đã dịch chuyển 20 km lên phía Bắc, từ phía Nam Kirov qua Snopot, Prigorye đến Karachev.
Mục tiêu chiến dịch là loại bỏ hoàn hoàn tuyến phòng ngự đầu tiên của các Tập đoàn quân 4 và 9 (Đức) và đột phá qua tuyến phòng ngự thứ hai. Nếu thời cơ thuận lợi thì tiếp tục đột phá đến tuyến Smolensk - Pochinok - Roslavl.

### Quân đội Đức Quốc xã
Do bị mất cụm cứ điểm Spas Demensk, quân Đức tích cực củng cố các cụm cứ điểm phòng thủ Yelnya, Dorogobuzh và Yartsevo bằng pháo chống tăng. Các cứ điểm tiền tiêu quan trọng tại Voronovo và Mitishkovo cũng được gia cố, tăng cường thêm các hỏa điểm cối, súng máy và các bãi mìn chống tăng. Cánh Nam của Tập đoàn quân 4 (Đức) thiết lập thêm hai lớp phòng thủ đệm trên các con sông Ugra và Uzha. Cánh Bắc của Tập đoàn quân 9 cũng lập thêm hai lớp phòng thủ dọc theo các sông Snopot và Desna. Sau khi đánh lui cuộc tấn công của Phương diện quân Kalinin, Tập đoàn quân 4 (Đức) rút bớt 2 sư đoàn bộ binh trên hướng này và điều nó đến tăng cường cho khu phòng thủ Yelnia. Quân đoàn xe tăng 56 (Đức nhận được 1 sư đoàn xe tăng và 1 sư đoàn cơ giới được điều từ Roslavl đến Voronovo; 1 sư đoàn bộ binh cũng được điều từ Roslavl đến tuyến sông Snopot, tăng cường cho Quân đoàn bộ binh 12.
Mặc dù được gia cố bằng các sư đoàn mới được bổ sung như quân Đức vẫn giữ nguyên đội hình phòng ngự như trước ngày 7 tháng 8. Trừ khu vực Spas Demensk đã bị quân đội Liện Xô thu hồi. Cáng Đông của Tập đoàn quân 4 Đức gồm 1 quân đoàn xe tăng và 2 quân đoàn bộ binh. Quân đoàn xe tăng 39 giữ hướng Yartsevo - Smolensk. Quân đoàn bộ binh 9 giữ hướng Yelnya - Smolensk. Quân đoàn bộ binh 12 giữ hướng Pochinok. Cánh Bắc của Tập đoàn quân 9 có 2 quân đoàn bộ binh. Quân đoàn bộ binh 56 giữ hướng Voronovo - Yekimovichi. Quân đoàn bộ binh 55 giữ hướng Mileevo - Roslavl. Tại khu vực Dorogobuzh - Yelnya - Voronovo, quân Đức đã lợi dụng các khu rừng lớn, các đầm lầy, các vùng đất ngập nước và vùng đồng bằng ngập lũ dọc theo các con sông Ugra, Desna, Snopot để xây dựng các lớp phòng thủ mạnh mẽ ở đây. Các công sự kiên cố nhất được xây dựng tại các điểm cao của các thành phố, thị trấn.

## Diễn biến
Sáng 28 tháng 8, pháo binh của Phương diện quân Tây khai hỏa với mật độ dày đặc như đợt thứ nhất. Tại hướng tấn công chính (hướng Yelnya) có 170 khẩu pháo và súng cối từ 76 mm trở lên trên 1 km chính diện. Trên hướng phụ công Dorogobuzh, mật độ pháo binh cũng lên đến 150 nòng súng trên 1 km chính diện. Thời gia bắn pháo chuẩn bị kéo dài đến 90 phút. Trong đó, 20 phút pháo kích cuối cùng có sự tham gia của hơn 200 dàn hỏa tiễn Katyusha. Sau 15 phút pháo kích đầu tiên, trong khoảng cách 600 đến 700 m tính từ tiền duyên, các hỏa điểm pháo chống tăng và súng máy của quân Đức hầu như bị dập tắt hoàn toàn. Trong quá trình chuyển làn bắn sâu vào phía trong tuyến phòng thủ của quân Đức từ 1 đến 10 km, pháo binh Liên Xô cũng ngăn chặn có hiệu quả các đòn phản pháo của pháo binh Đức.
Trong ngày đầu tiên của cuộc tấn công, đột phá khẩu được mở rộng đến 25 km với chiều sâu từ 6 đến 8 km. Quân đoàn xe tăng cận vệ 2 tấn công trong dải của Tập đoàn quân cận vệ 10 đã phối hợp tốt với bộ binh, thọc sâu vào tuyến phòng ngự thứ hai của Quân đoàn xe tăng 39 (Đức) 10 km, đánh chiếm các cứ điểm phòng ngự quan trọng ở Koshelevo (???) và Novo Berezovka (???), gây rối loạn hậu cứ của Tập đoàn quân 4 (Đức). Ngày 29 tháng 8, Quân đoàn kỵ binh cận vệ 6 đánh bật Sư đoàn bộ binh 337 và 131 (Đức) về bờ Tây sông Ugra và nhanh chóng vượt sông, đánh chiếm cây cầu đường sắt. Cánh phải của Tập đoàn quân cận vệ 10 cũng vượt sông Ugra ở Mitishkovo và tấn công sang phía Tây.
Trên cánh Bắc Tập đoàn quân 5 từ bàn đạp Sikarevo (???) mở cuộc tấn công vu hồi vào Tây Nam cụm cứ điểm Dorogobuzh, phối hộ với cánh trái của Tập đoàn quân 31 (5 sư đoàn bộ binh, 2 lữ đoàn xe tăng) tấn công từ phía Bắc xuống. Hỗ trợ cho Tập đoàn quân 5, Tập đoàn quân 68 đã đẩy lùi chủ lực Quân đoàn bộ binh 9 (Đức) sang bên kia sông Uzha. Ở phía Nam, Tập đoàn quân 33 có Quân đoàn cơ giới 5 yểm hộ đã tấn công sâu đến 10 km, đánh chiếm các làng Koshelevo và Novo Berezovka. Sáng 29 tháng 9, Tập đoàn quân cận vệ 10 và Quân đoàn xe tăng cận vệ 2 đã đánh chiếm nhà ga Yelnya và bắt đầu đột phá vào các cụm phòng ngự của quân Đức quanh phía Bắc thành phố. Cùng ngày, Tập đoàn quân 10 ở phía cực Nam của chiến dịch đã đánh chiếm trung tâm phòng ngự Voronovo và đột phá về tuyến sông Snopot. Tập đoàn quân 49 cũng tiến về phía Tây 5 km trong ngày tấn công đầu tiên.
Đến cuối ngày 29 tháng 8, cửa đột phá đã mở rộng thành 30 km ở cả phía Bắc và phía Nam Yelnya, có chiều sâu lên đến 15 km. Để phát huy chiến quả, tư lệnh Tập đoàn quân 21, tướng N. I. Krylov quyết định đưa Quân đoàn xe tăng cận vệ 2 Tatinskaya vào chiến đấu trên khu vực Prechistoye (???) - Byvalka. Ngày 30 tháng 8, Tập đoàn quân cận vệ 10 tấn công Yelnya từ phía Bắc, Tập đoàn quân 21 tấn công từ phía Nam lên. Cùng ngày, Sư đoàn cơ giới SS "Đại Đức" được điều từ Rudnya tấn công từ Mutishe (???) vào đội hình của Quân đoàn xe tăng cận vệ 2 nhưng các đợt công kích của xe tăng Đức đều bị hỏa lực của pháo tự hành chống tăng Liên Xô đánh lui. Đếm 30 rạng ngày 31 tháng 8, quân Đức tại Yelnya bỏ thành phố tháo chạy. Ngày 31 tháng 8, các sư đoàn bộ binh 29 và 76, các lữ đoàn xe tăng 25, 26 và Lữ đoàn tăng cận vệ 23 tiến vào giải phòng Yelnya. Tối 31 tháng 8, Moskva bắn đại bác cấp 3 chào mừng Phương diện quân Tây chiếm lại Yelnya lần thứ hai.
Mất cụm cứ điểm Yelnya, quân Đức tại cụm cứ điểm Dorogobuzh bị bao vây ba mặt. Đêm 1 tháng 9, quân Đức đặt mìn phá hủy các công trình xây dựng, cầu cống, đường sắt, nhà ga tại Dorogobuzh để cản đường quân đội Liên Xô và chuẩn bị rút quân. Các làng Korovino, Belyaevka, Karevskye, Yakovlevo, Vyovks, Mazenko, Lozya và các thị trấn khác đều bị đốt phá. Lửa cháy đỏ rực cả một góc trời. Tướng V. S. Polenov, tư lệnh Tập đoàn quân 5 đã quyết định tấn công ngay mà không đợi đến khi trời sáng. Đến trưa ngày 2 tháng 9, các sư đoàn bộ binh 207 và 312 (Liên Xô) đã hoàn toàn làm chủ Dorogobuzh. Ngày 3 tháng 9, Tập đoàn quân 5 (Liên Xô) tiến ra tuyến thượng nguồn sông Dniepr. Sư đoàn bộ binh 154 đã đánh chiếm Ustom (???), một đầu cầu quan trọng trên con sông nhỏ này. Sư đoàn bộ binh 187 cũng áp sát Mileevo. Tập đoàn quân 31 sau khi đánh chiếm lại cứ điểm Safonovo đã phối hợp với chủ lực Tập đoàn quân 5 tiến thêm 25 km về phía Tây, chỉ còn cách Yartsevo 10 km. Ngày 5 tháng 9, Quân đoàn xe tăng 39 (Đức) sử dụng cả hai sư đoàn xe tăng (2 và 8) và Sư đoàn cơ giới "Đại Đức" thiết lập vành đai phòng thủ vững chắc quanh Yartsevo, chặn đứng cuộc tấn công của Tập đoàn quân 31 (Liên Xô), Ngày 6 tháng 9, Tập đoàn quân 68 (Liên Xô) tiến đến bờ Đông thượng nguồn sông Dniepr, các tập đoàn quân 21, cận vệ 10, 33, 49 và 10 cũng tiến đến tuyến sông Desna. Chiến dịch kết thúc thắng lợi. Chiếc "chìa khóa" vào Smolensk đã nằm trong tay quân đội Liên Xô.

## Kết quả
Chiến dịch tấn công Yelnya-Dorogobuzh của Phương diện quân Tây đã đẩy quân đội Điức Quốc xã lùi thêm 35 đến 40 km về hướng Smolensk - Roslavl. Tuyến phòng ngự thứ nhất rất kiến cố của quân đội Đức Quốc xã trên hướng Đông Smolensk gồm các cụm cứ điểm phòng ngự mạnh tại Yelnya, Dorogobuzh và các cứ điểm tiền tiêu dọc theo các tuyến sông Ugra, Uzha và Snopot bị quân đội Liên Xô đánh sập. Tuy phải tạm dừng trên tuyến sông Desna ở phía Nam và tuyến thượng nguồn sống Dniepr ở phía Bắc nhưng quân đội Liên Xô vẫn chiếm lợi thế khi tạo ra những sự uy hiếp đối với tuyến phòng thủ chính của Cụm tập đoàn quân Trung tâm Dức từ Vitebsk qua Smolensk, Pochinok, Roslavl đến Bryansk.
Chiến dịch tấn công Yelnya-Dorogobuzh của Phương diện quân Tây thắng lợi đã tạo điều kiện cho phương diện quân Bryansk, "người láng giềng" của nó ở phía Nam liên tục tấn công trong nửa cuối tháng 8 đến tháng 10 năm 1943 mà không lo bị hở sườn ở cánh phải. Phương diện quân Kalinin có thêm thời gian để chuẩn bị kỹ lưỡng cho chiến dịch tấn công cuối cùng trên khu vực, tiêu diệt các cụm cứ điểm phòng ngự mạnh của quân Đức tại Dukhovshchina, Demidov, phối hợp với Phương diện quân Tây tiêu diệt cụm cứ điểm Yartsevo. Đến đầu tháng 10 năm 1943 thì và cả ba phương diện quân trên hướng Tây của quân đội Liên Xô cùng tấn công đánh chiếm tuyến phòng thủ của quân Đức từ Smolensk qua Pochinok, Roslavl, Bryansk đến Novgorod-Seversky và đến cuối năm 1943, đã đánh đuổi quân Đức đến biên giới Nga - Belarus.